# Пшеєнслав
Пшеєнслав (пол. Przejęsław, нім. Prinzdorf) — село в Польщі, у гміні Осечниця Болеславецького повіту Нижньосілезького воєводства.
Населення — 581 особа (2011).
У 1975-1998 роках село належало до Єленьоґурського воєводства.

## Демографія
Демографічна структура станом на 31 березня 2011 року:
|          | Загалом | Допрацездатний вік | Працездатний вік | Постпрацездатний вік |
| -------- | ------- | ------------------ | ---------------- | -------------------- |
| Чоловіки | 303     | 69                 | 210              | 24                   |
| Жінки    | 278     | 56                 | 168              | 54                   |
| Разом    | 581     | 125                | 378              | 78                   |